# Lucie Myslíková
Lucie Myslíková alias Lála Mysl (* 2000 Brno) je moravská nebinární kvír osoba, audiovizuální umělkyně, skautka a aktivistka, věnující se ekologickým aktivitám v rámci hnutí Fridays for Future. Zároveň také vede oddíl mladších dětí. Dostalo se jí také pozvání, aby promluvila na světovém setkání skautů v Ázerbájdžánu.

## Život
Do povědomí veřejnosti se dostala v roce 2017 díky fotografii, na které klidně diskutuje s rozzuřeným účastníkem brněnské prvomájové demonstrace příznivců krajní pravice. Tato fotografie se dostala i do zahraničních médií jako CNN, BBC a New York Times, která oceňovala její odvahu. Lucii bylo šestnáct let, když se svými přáteli blokovali pochod neonacistů Brnem. Tak se setkala s mužem z fotografie, se kterým diskutovala o státu, hranicích a migrantech. V médiích tehdy vysvětlovala: „Nebála jsem se. Kdyby se mi něco stalo, zahojilo by se to. Pokud bych se rozhodla mlčet, to by se ve mně nezahojilo.“
Byla rovněž pozvána, aby v roce 2017 vystoupila jako hlavní řečnice na fóru mladých skautů v Ázerbájdžánu. Oslovili ji v reakci na její proslavení v médiích, zároveň ale chtěli ocenit její vytrvalost, se kterou se věnuje tématům jako spolupráce mezi národy a environmentální témata. Ve své řeči se věnovala aktivnímu občanství mladých lidí. A vysvětlila i své důvody, proč se aktivismu začala věnovat. Téhož roku mimo jiné účinkovala ve studentském dokumentárním filmu Martiny Malinové Žena Růže Píseň Kost (2017).
V roce 2022 spoluzaložila kvír kolektiv Plusko+. Přeložila knihu Beyond the Gender Binary od Alok Vaid-Menon, která v češtině vyšla roku 2023 pod názvem Za hranice genderové binarity.
V roce 2024 absolvovala bakalářské studium programu Audiovizuální studia na Filmové a televizní fakultě Akademie múzických umění (FAMU) v Praze a pokračovala navazujícím magisterským studiem.

## Dílo
- Hračky, plačky (2021) – krátký studentský dokumentární film, uveden na MFDF Ji.hlava 2021[11][12][13]
- Všude špatně, doma není (2021) – projekt herního programu[14]